# Dumbleyung Shire
Koordinaten: 33° 18′ S, 117° 44′ O

Das Shire of Dumbleyung ist ein lokales Verwaltungsgebiet (LGA) im australischen Bundesstaat Western Australia. Das Gebiet ist 2539 km² groß und hat etwa 680 Einwohner (2021).
Dumbleyung gehört zur Central Country Zone und liegt im westaustralischen „Weizengürtel“ im Südosten des Staates etwa 230 Kilometer südöstlich der Hauptstadt Perth. Der Sitz des Shire Councils befindet sich in der Ortschaft Dumbleyung, wo etwa 240 Einwohner leben (2021). Weitere Ortschaften des Shires sind Kukerin, Moulyinning, Nippering und Tarin Rock.

## Verwaltung
Der Dumbleyung Council hat sieben Mitglieder, die von allen Bewohnern des Shires gewählt werden. Aus dem Kreis der Councillor rekrutiert sich auch der Ratsvorsitzende und Shire President. 
Zuvor gab es neun Mitglieder, die von den Bewohnern von vier Wards (je drei aus dem North und dem Dumbleyung Ward, zwei aus dem South und eines aus dem Kukerin Ward) gewählt wurden.